# Cerapachys vitiensis
Cerapachys vitiensis är en myrart som beskrevs av Mann 1921. Cerapachys vitiensis ingår i släktet Cerapachys och familjen myror. Inga underarter finns listade i Catalogue of Life.